# Pachyteria semiplicata
Pachyteria semiplicata är en skalbaggsart som beskrevs av Maurice Pic 1927. Pachyteria semiplicata ingår i släktet Pachyteria och familjen långhorningar. Inga underarter finns listade i Catalogue of Life.